# Hungerturm (Wittenburg)

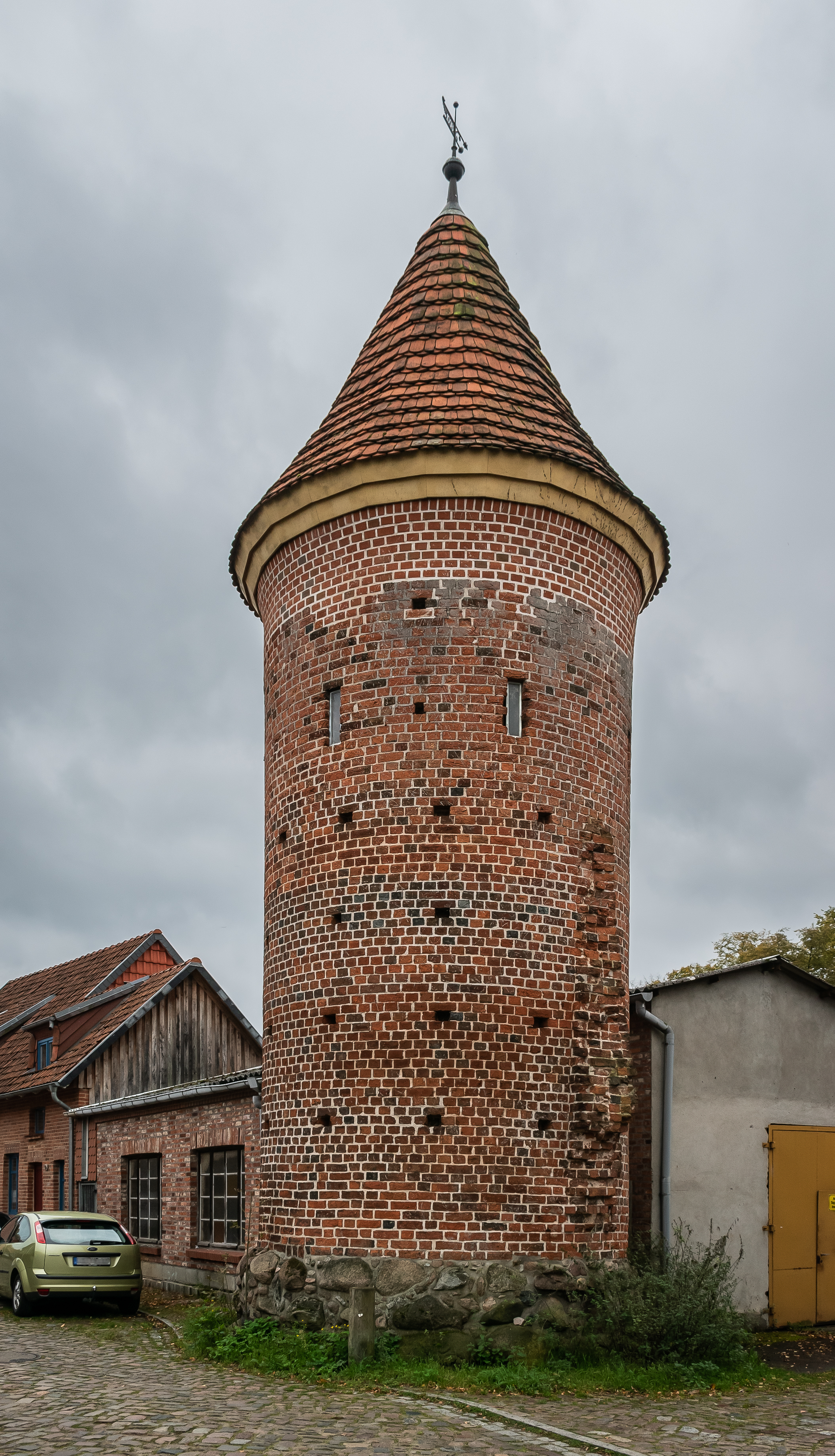

Der Hungerturm in Wittenburg (Mecklenburg-Vorpommern), Wallstraße 63, stammt aus dem Mittelalter. Das Gebäude steht unter Denkmalschutz.

## Geschichte
Die Stadt Wittenburg mit 6303 Einwohnern (2020) wurde 1194 als provincie erstmals erwähnt und 1230 als civitas (Stadt). Von 1282 bis um 1350 war Wittenburg Hauptstadt einer eigenständigen Grafschaft, die sich von der Elbe bei Boizenburg bis hinter Crivitz erstreckte.
Die erste frühmittelalterliche Burg wurde 1150 von Heinrich dem Löwen zerstört und durch eine neue massive Burganlage ersetzt. Danach entwickelte sich die Stadt. Im 13. und 14. Jahrhundert wurde um die Altstadt u. a. im Bereich der Wallstraße und der Straße Alter Wallgraben / Wasserstraße eine Befestigungsanlage mit Stadtmauer, Wall und Wallgraben sowie Wehrtürmen und Stadttoren gebaut.
Der runde mittelalterliche gotische Wehrturm aus Backsteinen im Klosterformat mit einem Kegeldach ist ein Rest der nur in wenigen Teilen erhaltenen Stadtmauer. Von der Befestigungsanlage sind noch der Amtsbergturm, der Storchenturm und Mauerreste an der Wallstraße und im Amtsbergpark erhalten. Das  Mühlentor wurde 1850 und das Steintor 1869 abgerissen.
Verurteilte Verbrecher wurden ab dem späten Mittelalter in diesen Turm gesperrt und nur mit Wasser und Brot versorgt. Viele Gefangene verhungerten nach mehreren Monaten in den lichtlosen Räumen. So erhielt er seinen Namen.
Der Turm wurde im Rahmen der Städtebauförderung saniert.